# Appendicula gjellerupii
Appendicula gjellerupii är en orkidéart som beskrevs av Johannes Jacobus Smith. Appendicula gjellerupii ingår i släktet Appendicula och familjen orkidéer. Inga underarter finns listade i Catalogue of Life.